# Heterarmia charon
Heterarmia charon är en fjärilsart som beskrevs av Butler 1878. Heterarmia charon ingår i släktet Heterarmia och familjen mätare. Inga underarter finns listade i Catalogue of Life.